# 메타 키

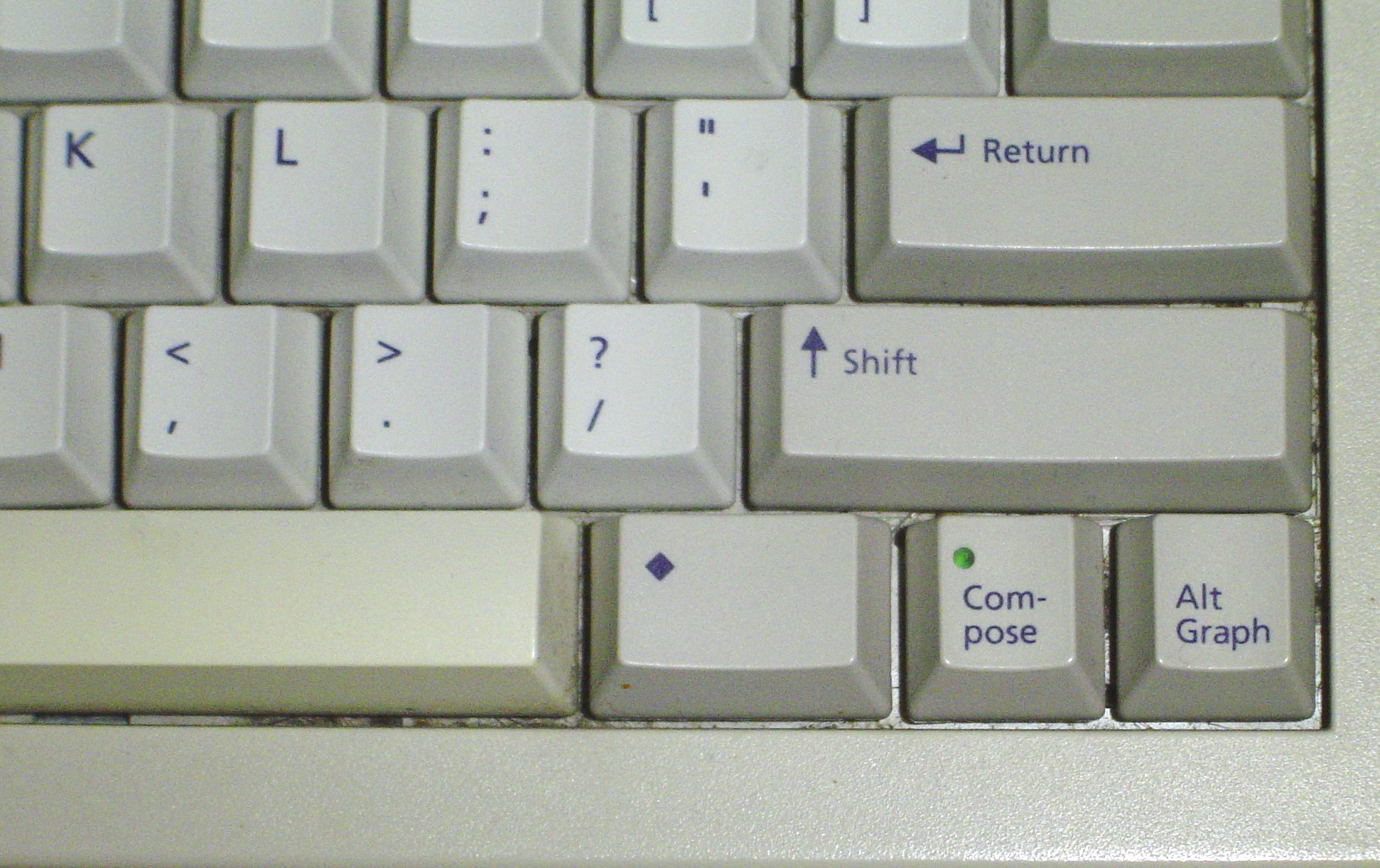
썬 마이크로시스템즈 키보드에 메타 키가 보인다. (스페이스 바와 컴포즈 키 사이)

메타 키(meta key)는 특정 컴퓨터 자판에 존재하는 수식키이다. 1970년 SAIL(Stanford Artificial Intelligence Lab)에 처음 등장했다. 그리고 나이트 키보드, 스페이드 캐뎃 키보드, MIT 리스프 머신, 심볼릭스 키보드, 썬 마이크로시스템즈 키보드(검은 다이아몬드 ◆로 표시) 등의 후속작에서도 볼 수 있다.

## 이용
일반적으로 메타 키는 매킨토시의 커맨드 키와 비슷하게 동작했다. 이 키보드들에서 Control 키는 스페이스 바와 가장 가까운 곳에 배치되었고 이때 메타 키는 Control 키 바깥에 위치했다.

## 같이 보기
- 수식키